# Delray Beach Open 2025
Delray Beach Open 2025 a fost un turneu de tenis care s-a jucat pe terenuri dure acoperite. A fost cea de-a 33-a ediție a evenimentului și a făcut parte din seria ATP 250 din Circuitul ATP 2025. A avut loc la Delray Beach Tennis Center din Delray Beach, Statele Unite, în perioada 10 – 16 februarie 2025.

## Campioni

### Simplu
Pentru mai multe informații consultați Delray Beach Open 2025 – Simplu

### Dublu
Pentru mai multe informații consultați Delray Beach Open 2025 – Dublu

## Puncte și premii în bani

### Distribuția punctelor
| Probă  | C   | F   | SF  | QF | Runda 2 | Runda 1 | Q   | Q2  | Q1  |
| Simplu | 250 | 165 | 100 | 50 | 25      | 0       | 12  | 7   | 0   |
| Dublu  | 250 | 150 | 90  | 45 | N/A     | 0       | N/A | N/A | N/A |

### Premii în bani
| Probă  | C         | F        | SF       | QF       | Runda 2  | Runda 1 | Q2      | Q1      |
| Simplu | 103.455 $ | 60.350 $ | 35.480 $ | 20.555 $ | 11.935 $ | 7.295 $ | 3.650 $ | 1.990 $ |
| Dublu* | 35.980 $  | 19.330 $ | 11.310 $ | 6.270 $  | 3.700 $  | N/A     | N/A     | N/A     |

*per echipă